# Cherry Five (colonna sonora)
Cherry Five è un album dei Cherry Five, pubblicato dalla Cinevox Records nel 1975 (non 1976 come citato in molte fonti).
Il disco fu registrato dal 1 aprile al 1 giugno 1975 al Titania Studios di Roma e mixato nel settembre 1975 al Ortophonic Studios.

## Tracce
Testi di Giancarlo Sorbello, musiche di Claudio Simonetti e Massimo Morante
Lato A
1. Country Grave-Yard – 8:19
2. The Picture of Dorian Gray – 8:28
3. The Swan Is a Murderer (1 Part) – 3:53

Durata totale: 20:40
Lato B
1. The Swan Is a Murderer (2 Part) – 5:05
2. Oliver – 9:30
3. My Little Cloud Land – 7:43

Durata totale: 22:18

## Musicisti
- Claudio Simonetti - tastiere
- Tony Tartarini - voce solista
- Massimo Morante - chitarra
- Fabio Pignatelli - basso
- Carlo Bordini - batteria, percussioni

Note aggiuntive
- Carlo Bixio - produzione
- Massimo Di Cicco - ingegnere del suono (Titania Studios)
- Pino Mastroianni - ingegnere del suono (Ortophonic Studios, mixaggio)